# Ericsson-LG
Ericsson-LG (do 2010 LG-Nortel) – spółka joint venture zawiązana między szwedzkim przedsiębiorstwem Ericsson i południowokoreańskim LG Electronics.
Przedsiębiorstwo zostało założone w listopadzie 2005, jako joint venture zawiązane między kanadyjska grupą Nortel (Avaya) i południowokoreańską LG Electronics. Zajmuje się sprzedażą sprzętu telekomunikacyjnego, central abonenckich i telefonów IP. Prowadzi też badania nad technologią LTE. Nortel zapłacił 145 milionów dolarów za udziały w wysokości 50% plus 1.
Ericsson kupił udziały Nortela w czerwcu 2010 r., A następnie zmienił nazwę firmy LG-Ericsson. W dniu 22 marca 2012 r. Ericsson zwiększył swój udział do 75%, a 1 września 2012 r. LG-Ericsson zmienił nazwę na Ericsson-LG.
W październiku 2022 r. Ericsson-LG mianował Hannesa Ekströma na stanowisko CEO i Wspólnego Przedstawiciela.